# Deutschland schafft sich ab
Alemanya es desfà (títol original alemany: Deutschland schafft sich ab) un és el títol d'un llibre publicat el 2010 per Thilo Sarrazin. Està subtitulat Com ens hi juguem el nostre país (Wie wir unser Land aufs Spiel setzen). En ell, Sarrazin tracta de les conseqüències que, segons ell, podrien resultar de la disminució de la natalitat de les persones alemanyes "natives" en combinació amb la creixent classe baixa i la immigració de països predominantment musulmans a Alemanya. El llibre ja havia cridat notablement l'atenció dels mitjans de comunicació alemanys, publicat anticipadament per Der Spiegel i Bild, mentre estava en fase de publicació.
Una estimació de Media Control va revelar que Alemanya es desfà es convertí en un dels llibres de no ficció més venuts des de la fundació de la República Federal d'Alemanya. A principis de 2012, es van vendre més d'1,5 milions de còpies. Va estar 21 setmanes, entre els anys 2010 i 2011, a la llista de best seller de Der Spiegel com a número 1.
Les tesis formulades en el llibre van provocar una controvèrsia social àmplia i duradora que involucrà representants de la política, dels mitjans de comunicació i de la ciència. Durant aquest procés, Sarrazin es va deslligar amistosament com a membre del Consell de Direcció del Deutsche Bundesbank. La presidència del SPD va obrir un procés disciplinari de partit contra Sarrazin, que va ser sobresegut.